# EFREI Paris
EFREI Paris, dříve École française d'électronique et d'informatique, je soukromá francouzská inženýrská škola ve Villejuif, Île-de-France, jižně od Paříže. Její obory zaměřené na informatiku a management jsou vyučovány se státní podporou.
EFREI byla založena v roce 1936 jako École Française de Radioélectricité.
Dvouletý magisterský program nabízí 12 oborů: Informační systémy a cloud computing, Business Intelligence, Softwarové inženýrství, Bezpečnost IS, Zobrazování a virtuální realita, IT pro finance, Bioinformatika, Big Data, Avionika a vesmír (vestavěné systémy), Inteligentní systémy a robotika, Nové energie a inteligentní systémy, Sítě a virtualizace.

## Slavní studenti a absolventi
- Pol Pot, kambodžský komunistický revolucionář a politik, vůdce Rudých Khmerů a premiér Kambodže v letech 1976–1979